# Gouden erepenning van de gemeente Den Haag

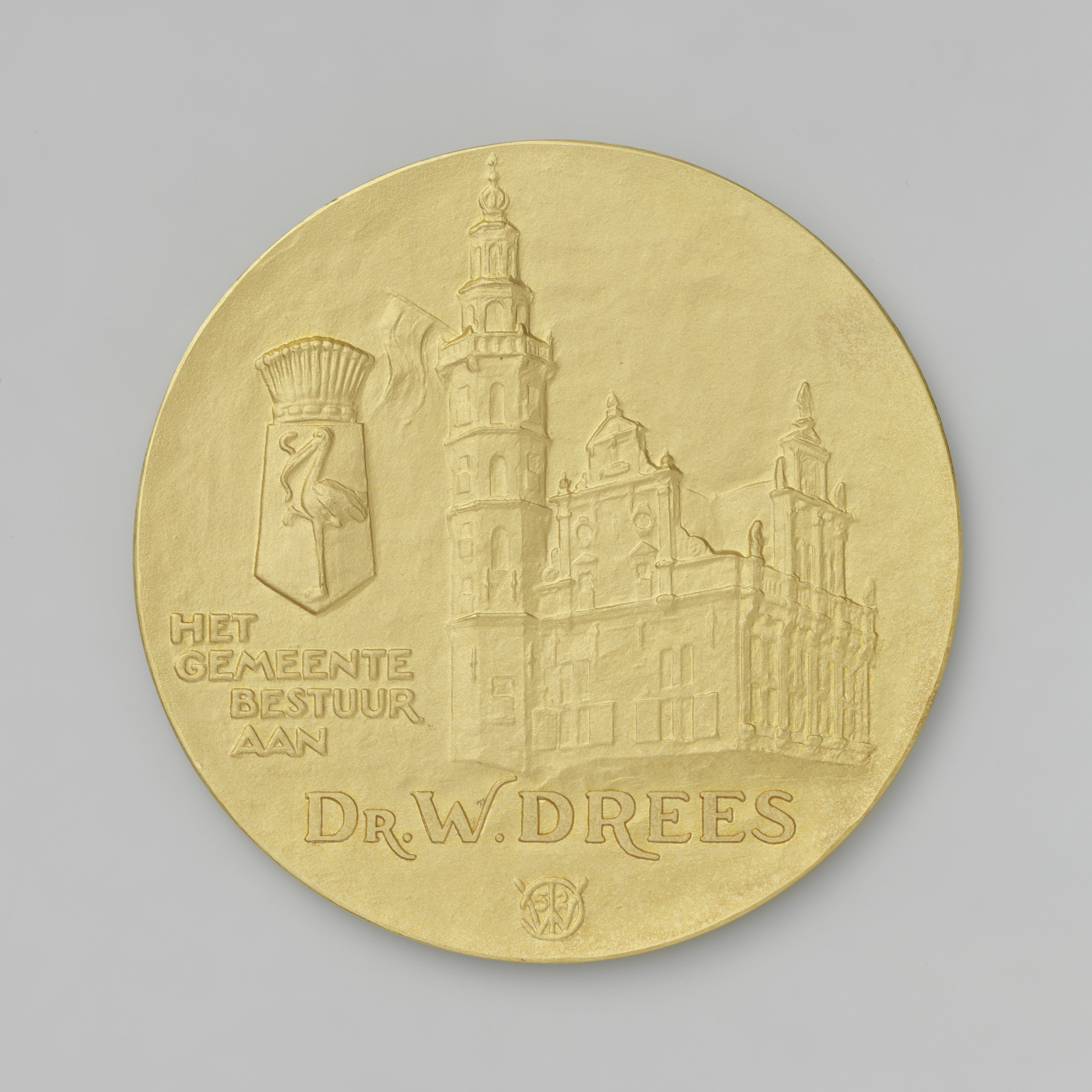
Gouden erepenning van de gemeente Den Haag voor Willem Drees uit 1966

De gouden erepenning van de gemeente Den Haag is de hoogste onderscheiding in de Nederlandse gemeente Den Haag. Deze onderscheiding wordt slechts in bijzondere gevallen toegekend.

## Doel
Volgens een raadsbesluit uit 1948 wordt de onderscheiding uitgereikt: "als blijk van erkenning van bijzondere diensten jegens de gemeenschap, aan burgers van Den Haag die zich jegens de stad in zeer bijzondere mate verdienstelijk hebben gemaakt of die uit andere hoofde een buitengewoon eerbetoon van de gemeentelijke overheid toekomt."

## Ontvangers
- Henk Jan Meijer
- Johan Chandoe[2]
- Barry Hay
- George Kooymans
- Rinus Gerritsen
- Cesar Zuiderwijk